# Estrutura (biologia)
Em cladística, dá-se o nome de estrutura a qualquer componente de um indivíduo que possua ou que já possuiu uma determinada função ao longo de sua história evolutiva. Podem ser modificadas, adquirindo novas características. Não deve ser confundida com "caractere", já que esta última se refere a modificações numa estrutura. Dessa forma, ao se comparar diferentes indivíduos, não se fala em caracteres homólogos ou análogos, se fala em estruturas homólogas ou análogas. Por exemplo, o ADN é uma estrutura química. 

## Anatomia comparada
A comparação entre indivíduos permite definir a relação entre suas estruturas. Essa relação pode ser de homologia ou de analogia.

### Estruturas homólogas
Estruturas homólogas são muitas vezes erroneamente definidas como estruturas em seres vivos diferentes que têm a mesma origem embrionária, embora funções diferentes. 
Essa definição, entretanto, não é a usada dentro do meio científico. A definição mais correta para homologia seria: São estruturas de indivíduos, de espécies diferentes ou não, que foram herdadas de um ancestral comum.
- O braço do homem é homólogo à pata dianteira do cavalo.
- A asa do morcego é homóloga à nadadeira da baleia.
- A hemoglobina do quati é homóloga á hemoglobina da pomba.
- O espirro num homem é homólogo ao espirro de um cachorro.

### Estruturas análogas
São estruturas semelhantes, de espécies diferentes, que possuem a mesma função, mas não foram adaptadas a partir de um ancestral comum entre os indivíduos a serem comparados. Por exemplo, a asa de uma ave comparada à asa de uma mosca. Ambas foram modificadas, ao longo da evolução, desempenham a mesma função (convergência evolutiva), mas não possuem a mesma origem embriológica.